# Сярккя, Тойво
То́йво Я́лмари Ся́рккя (фин. Toivo Jalmari Särkkä; 20 ноября 1890 — 9 февраля 1975) — финский режиссёр и продюсер. Он был генеральным директором производственной компании Suomen Filmiteollisuus.

## Биография
Сярккя завершил степень магистра наук со специализацией на русском языке. До работы в кино, он работал менеджером банка и председателем правления в Kotimainen Työ, организации, продвигающей интересы финской продукции внутри страны и за её пределами. После смерти Эркки Кару, он становится новым генеральным директором Suomen Filmiteollisuus.
Среди снятых фильмов — «Прекрасная Регина из Кайвопуйсто» (1941).
В 1965 году, когда финская киноиндустрия была в трудном положении в связи с приходом телевидения, Сярккя инициировал банкротство в Suomen Filmiteollisuus.
Сярккя умер у себя дома в Хельсинки от инсульта 9 февраля 1975 года.

## Личная жизнь
Сярркя в 1914 году женился на Маргарите Белявской, женщине русско-литовского происхождения. В браке родилась дочь.